# 麻雀与小孩
《麻雀与小孩》，黎锦晖1920年创作的儿童歌舞剧，1920年河南开封首演，1927年上海公演。独幕，五场。
全剧以老麻雀教小麻雀学飞开篇。老麻雀外出找食，一个淘气的小孩诱骗小麻雀到他家里去吃小青豆和小虫，小麻雀被小孩关了起来-。老麻雀找食回来，找不到女儿，非常焦急。小孩问老麻雀为什么悲啼．老麻雀则向他倾诉心。小孩问明老麻雀缘由之后，小麻雀还给她的蚂蚂。女儿回到妈蚂身边。全剧在三人舞中结束。
剧中有《长白山曲》、《苏武牧羊》、《探亲家》等曲。